# Urban Cycling Road Course

Streckenverlauf des Kurses, in grün der 23,8 km lange Rundkurs

Der Urban Road Cycling Course war ein temporärer Kurs für die Wettbewerbe im Straßenradsport bei den Olympischen Sommerspielen 2008 in der chinesischen Hauptstadt Peking.

## Streckenverlauf
Mit einer Gesamtlänge von 245,4 Kilometern war die Strecke des Straßenrennens der Männer die längste in der Olympischen Geschichte. Die Frauen mussten 102,6 Kilometer bis zum Ziel zurücklegen.
Der Start der beiden Straßenrennen befand sich am Yongding-Tor im Bezirk Chongwen und das Ziel am Juyongguan. Der Kurs führte durch die acht Stadtbezirke: Chongwen, Xuanwu, Dongcheng, Xicheng, Chaoyang, Haidian, Changping und Yanqing. Das Rennen führte an Sehenswürdigkeiten wie dem Himmelstempel, der Großen Halle des Volkes, dem Tor des Himmlischen Friedens, dem Yonghe-Tempel und Abschnitte der Chinesischen Mauer vorbei.
Die ersten Kilometer des Rennens fanden im Zentrum von Peking statt und waren folglich sehr flach. Nach 78,8 Kilometern erreichten die Fahrer Badaling, dort war ein 23,8 Kilometer langer Rundkurs zu durchfahren. Beim Straßenrennen der Frauen musste dieser zwei Mal und bei dem der Männer sieben Mal durchfahren werden. Dabei kam es zu größeren Anstiegen, beim 12,4 Kilometer langen Badaling-Pass musste ein Höhenunterschied von 338,2 Metern überwunden werden. Danach ging es wieder bergab in Richtung Ziel am Juyongguan. Auf den letzten 350 Metern folgte ein letzter mäßiger Anstieg um einen Schlussspurt zwischen mehreren Fahrern spannend zu gestalten.
Das Ziel am Juyongguan war zugleich auch Start- und Zielbereich der beiden Einzelzeitfahren. Als Strecke diente der Rundkurs-Abschnitt der Straßenrennen, dieser musste von den Männern zwei Mal und von den Frauen einmal durchfahren werden.